# Plateosauria
Plateosauria – grupa dinozaurów nazwana w 1913 roku przez Gustava Torniera; Plateosauria w pierwotnym znaczeniu to proponowana przez Torniera zastępcza nazwa dla teropodów (do których Tornier zaliczał również dinozaury obecnie klasyfikowane jako bazalne zauropodomorfy). W publikacjach sprzed 1998 roku grupa ta rzadko była wyróżniana; wyróżnił ją w jednej ze swych publikacji Edwin Colbert (1964), proponując Plateosauria jako zastępczą nazwę dla prozauropodów. Colbert zaliczył do Plateosauria trzy rodziny zauropodomorfów nie należących do zauropodów – Plateosauridae, Thecodontosauridae i Melanorosauridae; uznał też tak rozumiane Plateosauria za prawdopodobnych przodków zauropodów.
Pierwszą definicję filogenetyczną tej grupy sformułował Paul Sereno w 1998 roku; zdefiniował Plateosauria jako klad obejmujący rodzaje Plateosaurus i Massospondylus, ich ostatniego wspólnego przodka i wszystkich jego potomków. Inną definicję filogenetyczną sformułowali w 2004 r. Peter Galton i Paul Upchurch, definiują Plateosauria jako klad obejmujący rodzaje Jingshanosaurus i Plateosaurus, ich ostatniego wspólnego przodka i wszystkich jego potomków. Z przeprowadzonej przez autorów analizy kladystycznej wynika, że do tak definiowanych Plateosauria poza Plateosaurus i Jingshanosaurus należałyby też rodzaje Sellosaurus, Euskelosaurus, Lufengosaurus, Coloradisaurus, Mussaurus, Massospondylus i Yunnanosaurus oraz gatunek "Gyposaurus" sinensis. Z analiz kladystycznych przeprowadzonych przez Adama Yatesa (2007) oraz Paula Upchurcha, Paula Barretta i Petera Galtona (2007) wynika jednak, że Jingshanosaurus był bliżej spokrewniony z zauropodami niż z plateozaurem; w związku przyjęcie definicji filogenetycznej proponowanej przez Galtona i Upchurcha (2004) doprowadziłoby do sytuacji, w której do tak definiowanych Plateosauria należałby również szereg zauropodomorfów niezaliczanych przez Galtona i Upchurcha do tej grupy, w tym rodzaje Riojasaurus, Anchisaurus i Melanorosaurus oraz zauropody. Upchurch, Barrett i Galton (2007) zdecydowali się więc przyjąć definicję filogenetyczną Plateosauria z 1998 r. sformułowaną przez Paula Sereno. Z przeprowadzonej przez nich analizy kladystycznej wynika, że do Plateosauria sensu Sereno, 1998 należałyby tylko rodzaje Plateosaurus, Riojasaurus, Coloradisaurus, Massospondylus i być może Lufengosaurus. Z analiz kladystycznych przeprowadzonych przez Adama Yatesa wynika jednak, że również Massospondylus był bliżej spokrewniony z zauropodami niż z plateozaurem; co za tym idzie, także do Plateosauria sensu Sereno, 1998 należałaby większość znanych zauropodomorfów, w tym zauropody. Z analiz Yatesa wynika, że do Plateosauria nie należało jedynie kilka najbardziej bazalnych ze znanych rodzajów zauropodomorfów, w tym m.in. Saturnalia, Thecodontosaurus i Efraasia.
Ponieważ nie jest pewne, jakie taksony można zaliczyć do Plateosauria, nie można jednoznacznie stwierdzić, jaki jest czasowy i przestrzenny zasięg występowania tej grupy. Wyniki analizy kladystycznej Upchurcha, Barretta i Galtona (2007) wskazywałyby, że przedstawiciele tej grupy żyli od późnego triasu do wczesnej jury na obszarach dzisiejszej Europy (Plateosaurus), Ameryki Południowej (Coloradisaurus, Riojasaurus), Afryki (Massospondylus) i być może Azji (Lufengosaurus). Z kolei przy założeniu, że do tej grupy należy większość znanych zauropodomorfów, w tym zauropody, przedstawiciele Plateosauria żyliby od późnego triasu do późnej kredy, a ich skamieniałości byłyby znane ze wszystkich kontynentów, w tym również z Antarktydy (Glacialisaurus).